# In Requiem
In Requiem — одиннадцатый студийный альбом английской группы Paradise Lost, вышедший в 2007 году на лейбле Century Media.
Подарочное издание вышло в бархатной коробке, содержит диджипак с двумя бонусными треками и 14 страничным буклетом (в японское издание добавлено три бонус-трека).

## Стиль, отзывы критиков
По мнению критика Эдуардо Ривадавии, в In Requiem заметно постепенное возвращение Paradise Lost к звучанию времён Shades of God и Draconian Times. Для композиций, представленных в альбоме, характерны чередование хриплого и чистого вокала (в «Requiem» хриплый вокал ненадолго переходит в гроулинг) и тяжёлые гитарные риффы. Клавишные используются минимально, в основном чтобы подчеркнуть гитарные партии. В целом Ривадавия оценил альбом сдержанно.
Торстен Шефер из Sonic Seducer в своей рецензии на диск заметил, что при первом ознакомлении In Requiem не производит сильного впечатления, и чтобы по достоинству оценить некоторые композиции с него, например, «Ash & Débris» и «Requiem», их следует прослушать несколько раз. Шефер счёл диск весьма качественным и заявил, что это «самый честный и непосредственный альбом группы со времён Host».

## Список композиций
| №                   | Название                                           | Длительность |
| ------------------- | -------------------------------------------------- | ------------ |
| 1.                  | «Never For the Damned»                             | 5:02         |
| 2.                  | «Ash & Debris»                                     | 4:16         |
| 3.                  | «The Enemy»                                        | 3:39         |
| 4.                  | «Praise Lamented Shade»                            | 4:02         |
| 5.                  | «Requiem»                                          | 4:25         |
| 6.                  | «Unreachable»                                      | 3:38         |
| 7.                  | «Prelude to Descent»                               | 4:11         |
| 8.                  | «Fallen Children»                                  | 3:38         |
| 9.                  | «Beneath Black Skies»                              | 4:12         |
| 10.                 | «Sedative God»                                     | 3:59         |
| 11.                 | «Your Own Reality»                                 | 4:02         |
| 12.                 | «Missing» (бонус-трек)                             | 4:29         |
| 13.                 | «Silent In Heart» (бонус-трек)                     | 3:22         |
| 14.                 | «Sons of Perdition» (бонус-трек японского издания) | 4:11         |
| Общая длительность: | Общая длительность:                                | 1:03:40      |

## Участники записи
- Ник Холмс — вокал
- Аарон Аеди — ритм-гитара и акустическая гитара
- Грег Макинтош — лидер-гитара
- Джеф Сингер — ударные
- Стив Эдмонсон — бас